# Sagaredzjo (stad)
Sagaredzjo (Georgisch: საგარეჯო) is een stad in het oosten van Georgië met 10.134 inwoners (2024), gelegen in de regio Kacheti. Het is het bestuurlijk centrum van de gelijknamige gemeente. De stad is gesitueerd op ongeveer 770 meter boven zeeniveau aan de voet van het Gomborigebergte en ligt op een afstand van 45 kilometer van hoofdstad Tbilisi over de Kacheti Highway.

## Geschiedenis
De plek van Sagaredzjo wordt al sinds de bronstijd bewoond, getuige archeologische vondsten. De oudste documentatie van de naam Sagaredzjo gaat terug naar 1392. Volgens de Georgische 18e-eeuwse historicus, cartograaf en geograaf Vachoesjti Bagrationi werd de naam Sagaredzjo aan de nederzetting gegeven nadat de plaats aan het David Garedzja-klooster was gegeven.

### Buiten Kacheti
Het dorp vormde samen met andere nederzettingen Gare Kacheti, oftewel Buiten Kacheti. Het gebied in het Iori-dal tot aan David Garedzja was het perifere van Kacheti. De nederzetting werd in 1614 door de troepen van Abbas I onder de voet gelopen tijdens de golf van verwoestende Safawidisch-Perzische invasies in Koninkrijk Kachetië. Dit veroorzaakte ontvolking en het gebied werd in de 18e eeuw meermaals geteisterd door invallen van Lezgiërs tot het Russische Rijk in 1801 de controle over het gebied kreeg.
De Russen werden in Georgië niet helemaal met open armen ontvangen en in 1812 was Sagaredzjo een van de centra van de anti-Russische opstand in Kacheti, evenals het nabijgelegen Manavi. Het hoofd van het militaire district Kacheti, Semjon Portnyagin, moest Sagaredzjo ontvluchten naar hoofdstad Tbilisi. Het Russische leger ging in de tegenaanval en heroverde Sagaredzjo snel. Sagaredzjo bleef daarna een onopvallend provinciaal dorpje.

### In de Sovjet-Unie
In 1929 werd Sagaredzjo het bestuurlijk centrum van het rajon Garekacheti, dat kort daarna in Sagaredzjo werd veranderd. Tijdens de industrialisering in de Sovjet-Unie kwamen er kleine fabrieken in de voedingsindustrie, zoals wijn, conserven en zuivel, en vond er productie van bakstenen en dakbedekking plaats. In 1962 kreeg Sagaredzjo de stadsstatus.
Er was bij de stad een grote militaire basis van de Sovjet-strijdkrachten. Na de onafhankelijkheid van Georgië werd de basis ontruimd en niet door de Georgische strijdkrachten in gebruik genomen. De grote munitieopslag werd pas in 2002-2003 door Rusland ontruimd. De munitie werd naar de Russische basis in het Armeense Gjoemri overgebracht, en het explosiegevaarlijke materiaal werd ter plekke vernietigd. Er bestonden nationale en internationale zorgen dat uit de opslag munitie gesmokkeld werd.

## Demografie
Begin 2024 had Sagaredzjo 10.134 inwoners, een daling van 7% sinds de volkstelling van 2014. De bevolking van Sagaredzjo bestond in 2014 vrijwel geheel uit Georgiërs (98,7%). Er wonen in de stad enkele tientallen Armeniërs, Russen en Jezidi's, bij elkaar niet meer dan 100 inwoners.
| Aantal                                                           | 5.625 | 6.872 | 8.074 | 9.985 | 11,661 | 14.563 | 12.566 | 10.871 | 10.542 | 10.134 |
| Verantwoording data: Bevolkingsstatistiek Georgië 1886 tot heden |       |       |       |       |        |        |        |        |        |        |

## Bezienswaardigheden

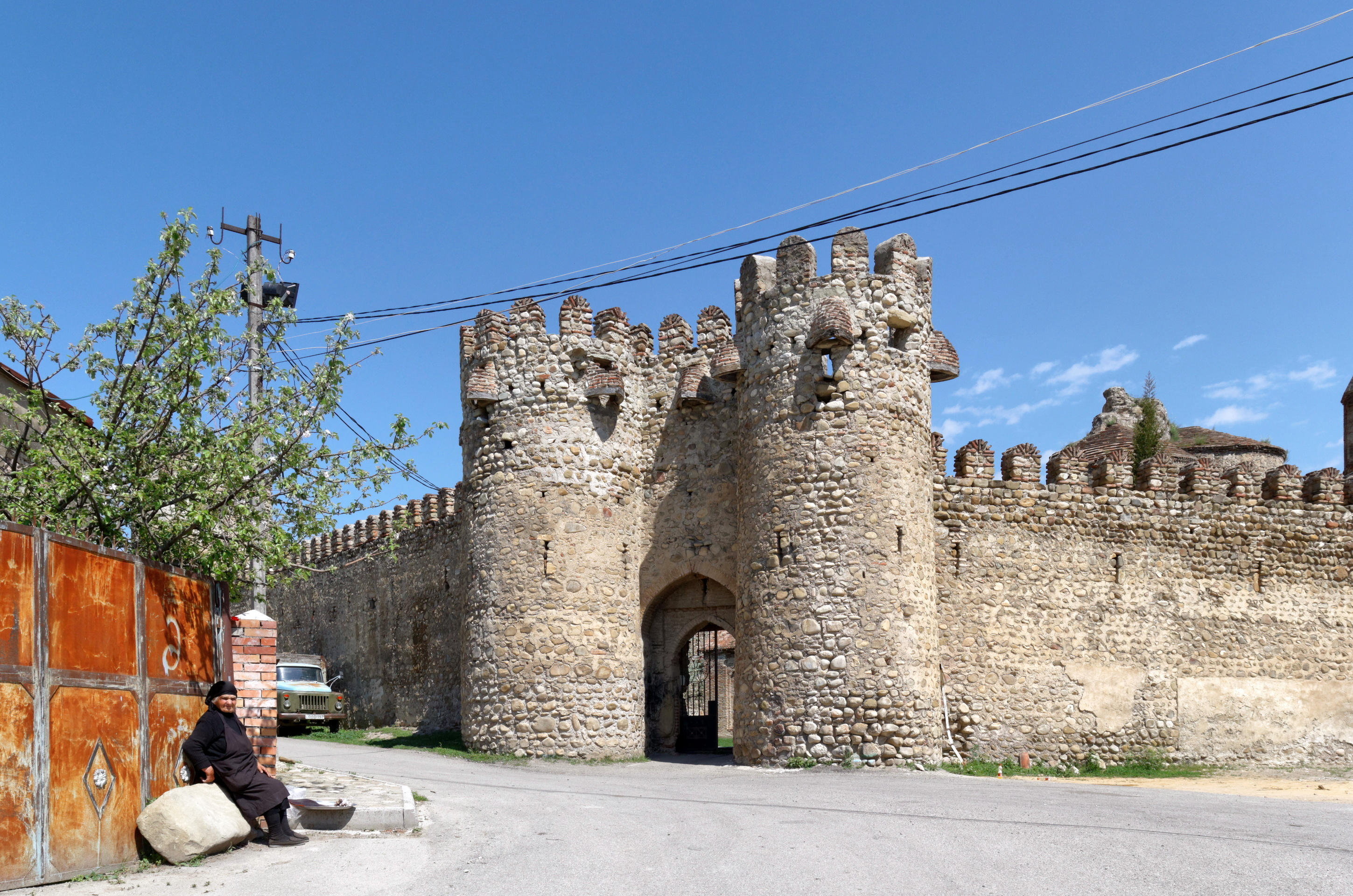
Vroegmiddeleeuws Ninotsmindaklooster

Sint Pieter en Paul kerk in Sagaredzjo (ca 1700)

Sagaredzjo is een onopvallende provinciestad, met enkele bezienswaardigheden buiten de stad.
- Het Ninotsminda kloostercomplex uit de 6e eeuw met een fortificatie, in het gelijknamige dorp direct naast Sagaredzjo. De oorspronkelijke kerk heeft aardbevingen in de 19e eeuw niet overleefd. De klokkentoren werd in de 16e eeuw gebouwd en is een van de eerste van zijn soort in Georgië.[17]
- Mariamdzjvari Staatsnatuurreservaat, een beschermd natuurgebied ten noorden van de stad Sagaredzjo. Ligt aan de Iori rivier in het Gomborigebergte.[18]

## Vervoer
Sagaredzjo is met hoofdstad Tbilisi en Kacheti verbonden via de internationale route S5 Kacheti Highway (Tbilisi - Sagaredzjo - Bakoertsiche - Lagodechi) die in oostelijke richting naar de Azerbeidjzaanse grens leidt. De belangrijkste regionale verbinding vanuit Sagaredzjo is de nationale route Sh172 naar het toeristische en cultuur-historisch belangrijke David Garedzja-klooster op de grens met Azerbeidzjan.
Sagaredzjo is sinds 1915 met het spoor met Tbilisi verbonden, de "Kacheti spoorlijn" via Sagaredzjo naar Goerdzjaani en het eindpunt Telavi. Het station staat een paar kilometer twen zuidoosten van de stad. In de jaren 90 van de 20e eeuw werden de passagiersdiensten op deze lijn opgeschort. Sindsdien rijden er sporadisch goederentreinen. Regelmatig wordt geopperd de passagiersverbinding weer tot leven te wekken.

## Stedenbanden
Sagaredzjo onderhoudt stedenbanden met:
- Širvintos, Litouwen